# Équipe d'Allemagne féminine de basket-ball en fauteuil roulant
Actualités
L’équipe d'Allemagne féminine de handibasket est la sélection qui représente l'Allemagne depuis 1990 dans les compétitions majeures de basket-ball en fauteuil roulant. Héritant du palmarès de la sélection d'Allemagne de l'Ouest, elle est, avec les Pays-Bas, la nation européenne la plus titrée et l'une des nations majeures au niveau mondial avec neuf titres européens (dont cinq consécutifs avant la défaite de 2013), trois titres paralympiques et trois finales mondiales.

## Histoire

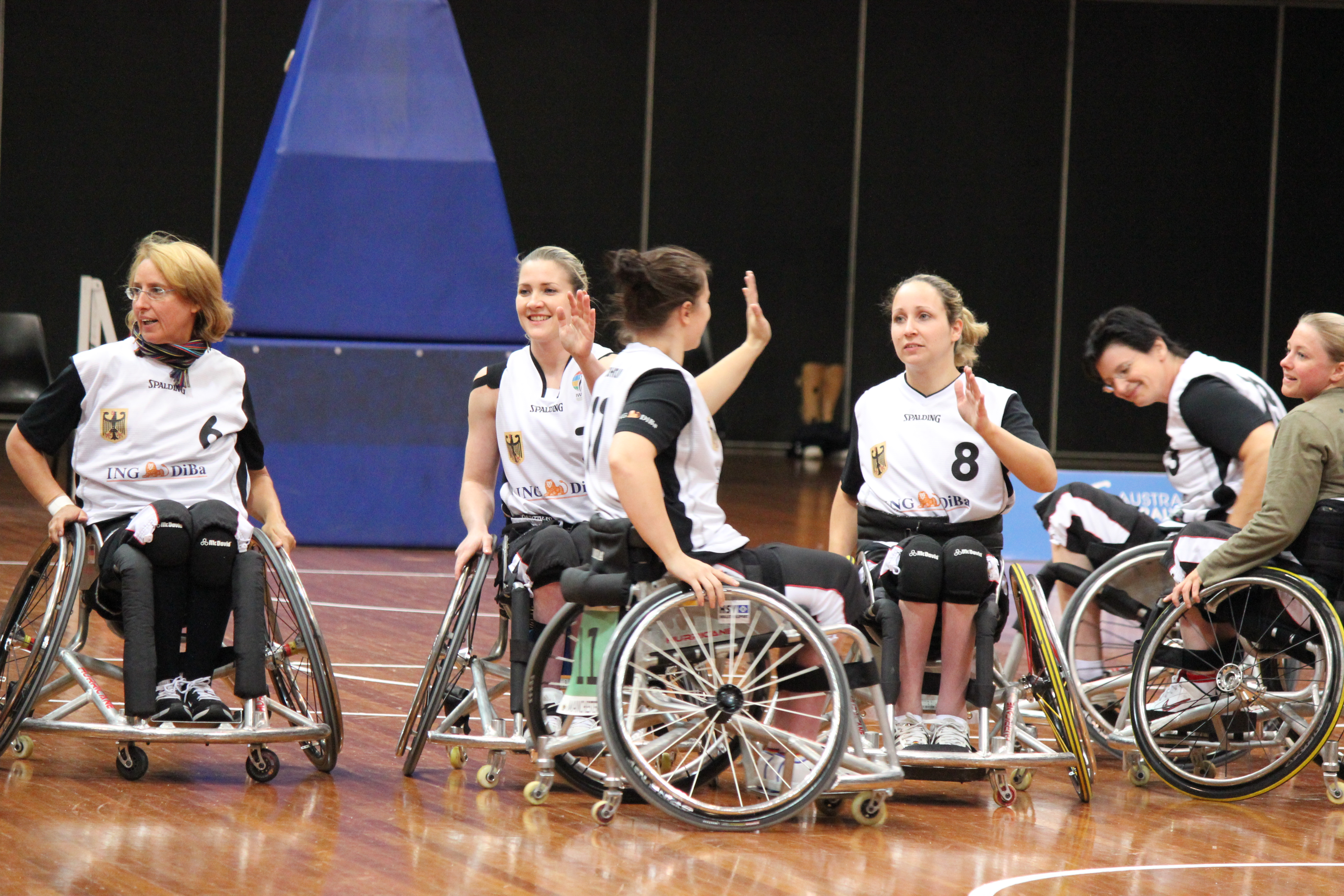
L'équipe en 2012.

## Palmarès

### Parcours paralympique
L'équipe d'Allemagne a disputé six finales paralympiques, pour trois titres,.
- 1976 :  Médaillée d'argent à  Toronto
- 1980 :  Médaillée d'or à  Arnheim
- 1984 :  Médaillée d'or à  New York /  Stoke Mandeville
- 1988 :  Médaillée d'argent à  Séoul
- 1992 : 5e place à  Barcelone
- 1996 : 7e place à  Atlanta
- 2000 : 7e place à  Sydney
- 2004 : 4e place à  Athènes
- 2008 :  Médaillée d'argent à  Pékin
- 2012 :  Médaillée d'or à  Londres
- 2016 :  Médaillée d'argent à  Rio
- 2020 : 4e place à  Tokyo
- 2024 : 6e place à  Paris

### Palmarès aux Championnats du Monde
L'équipe d'Allemagne n'a encore jamais remporté le titre mondial, malgré trois finales,.
- 1990 :  Médaillée d'argent à  Saint-Étienne
- 1994 : 5e place à  Stoke Mandeville
- 1998 : 5e place à  Sydney
- 2002 : 7e place à  Kitakyushu
- 2006 :  Médaillée de bronze à  Amsterdam
- 2010 :  Médaillée d'argent à  Birmingham
- 2014 :  Médaillée d'argent à  Toronto
- 2018 :  Médaillée de bronze à  Hambourg
- 2022 : 4e place à  Dubaï

### Palmarès européen
L'Allemagne est l'équipe européenne la plus titrée à l'heure actuelle. Elle a disputé toutes les finales entre 1987 et 2017, soit 15 finales consécutives (il n'y a pas eu de championnat en 2001, faute d'organisateur).
- 1987 :  Médaillée d'or aux Championnats d'Europe à  Lorient
- 1989 :  Médaillée d'argent aux Championnats d'Europe à  Charleville-Mézières
- 1991 :  Médaillée d'or aux Championnats d'Europe à  El Ferrol
- 1993 :  Médaillée d'argent aux Championnats d'Europe à  Berlin
- 1995 :  Médaillée d'argent aux Championnats d'Europe à  Delden
- 1997 :  Médaillée d'argent aux Championnats d'Europe à  Madrid
- 1999 :  Médaillée d'or aux Championnats d'Europe à  Roermond
- 2003 :  Médaillée d'or aux Championnats d'Europe à  Hambourg
- 2005 :  Médaillée d'or aux Championnats d'Europe à  Villeneuve-d'Ascq
- 2007 :  Médaillée d'or aux Championnats d'Europe à  Wetzlar
- 2009 :  Médaillée d'or aux Championnats d'Europe à  Stoke Mandeville
- 2011 :  Médaillée d'or aux Championnats d'Europe à  Nazareth
- 2013 :  Médaillée d'argent aux Championnats d'Europe à  Francfort-sur-le-Main
- 2015 :  Médaillée d'or aux Championnats d'Europe à  Worcester
- 2017 :  Médaillée d'argent aux Championnats d'Europe à  Adeje
- 2019 :  Médaillée de bronze aux Championnats d'Europe à  Rotterdam
- 2021 : 4e place aux Championnats d'Europe à  Madrid
- 2023 : 4e place aux Championnats d'Europe à  Rotterdam

## Joueuses célèbres ou marquantes
- Annegret Brießmann
- Annika Zeyen